# Cénevières
Cénevières é uma comuna francesa na região administrativa de Occitânia, no departamento de Lot. Estende-se por uma área de 15,69 km². Em 2010 a comuna tinha 174 habitantes (densidade: 11,1 hab./km²).